# Thomas Franck
Thomas Franck (Heppenheim, 24 febbraio 1971) è un ex calciatore tedesco, di ruolo centrocampista.

## Palmarès

### Club

#### Competizioni nazionali
- Campionato tedesco: 2

Borussia Dortmund: 1994-1995, 1995-1996
- Campionato tedesco di seconda divisione: 1

Kaiserslautern: 1996-1997
- Supercoppa di Germania: 1

Borussia Dortmund: 1995